# Championnats de Belgique d'athlétisme 1970
Les Championnats de Belgique d'athlétisme 1970 toutes catégories ont eu lieu les 8 et 9 août 1970 à Bruxelles.

## Résultats
| Hommes                  | Prestation    | Catégorie         | Femmes               | Prestation   |
| ----------------------- | ------------- | ----------------- | -------------------- | ------------ |
| Paul Poels              | 10 s 4        | 100 m             | Francine Van Assche  | 12 s 1       |
| Paul Poels              | 21 s 5        | 200 m             | Francine Van Assche  | 24 s 6       |
| Gabriel De Geyter       | 48 s 5        | 400 m             | Annie-Paule Knipping | 57 s 5       |
| Eric Reygaert           | 1 min 50 s 7  | 800 m             | Francine Peyskens    | 2 min 10 s 8 |
| André Dehertoghe        | 3 min 51 s 2  | 1 500 m           | Lutgarde Van Brempt  | 4 min 46 s 4 |
| Emiel Puttemans         | 14 min 01 s 0 | 5 000 m           | -                    | -            |
| Erik Gyselinck          | 29 min 45 s 4 | 10 000 m          | -                    | -            |
| -                       | -             | 100 m haies       | Roswitha Emonts-Gast | 14 s 7       |
| Wilfried Geeroms        | 14 s 5        | 110 m haies       | -                    | -            |
| -                       | -             | 200 m haies       | Rosika Verberckt     | 28 s 2       |
| Theo Van Moer           | 54 s 0        | 400 m haies       | -                    | -            |
| Paul Thijs              | 8 min 51 s 2  | 3 000 m steeple   | -                    | -            |
| Freddy Herbrand         | 2,00 m        | Saut en hauteur   | Rita Vanherck        | 1,69 m       |
| Robert Jacqmain         | 4,60 m        | Saut à la perche  | -                    | -            |
| Yves Theisen            | 7,31 m        | Saut en longueur  | Monique Vanherck     | 6,03 m       |
| Leopold Van Hamme       | 14,05 m       | Triple saut       | -                    | -            |
| Bertrand De Decker      | 16,24 m       | Lancer du poids   | Helga Deprez         | 12,24 m      |
| Jos Schroeder           | 53,16 m       | Lancer du disque  | Maggy Wauters        | 46,96 m      |
| Louis Fortamps          | 63,80 m       | Lancer du javelot | Leen Wuyts           | 40,44 m      |
| Edouard Van der Bleeken | 54,14 m       | Lancer du marteau | -                    | -            |

## Sources
- Ligue Belge Francophone d'Athlétisme